# Пасјача (Ниш)
Пасјача је насељено место у градској општини Пантелеј на подручју града Ниша у Нишавском округу. Налази се на североисточном рубу Нишке котлине, на око 17 км од центра Ниша. Према попису из 2022. било је 128 становника (према попису из 1991. било је 385 становника).

## Историја
Оскудност преисторијских, античких и средњовековних налаза даје привид ненасељености сеоског простора у давној прошлости. Први писани податак датира из 1564. године када је уписана као село (Пасјач) с мање од 10 домова. Отада се скоро ништа не зна до 1877. године кад је била посед Белог Мемеда. Овај Турчин је држао земљу и чифчије и у данашњем сићевачком атару. Остаци његове куле могли су се видети до седамдесетих година 20. века.
По ослобођењу од Турака атарска земља је коначно прешла у руке месних већином задружних домаћинстава, али је било и заједничких (сеоских) терена под шумом и испашом. Године 1879. у Пасјачи је пописана 31 кућа са 295 душа, међу којима нема писменог чељадета, а број пореских глава је износио 62. С распадом породичних задруга крајем 19. и почетком 20. века одвијао се процес уситњавања земљишта, а с постепеним укључивањем у тржишну привреду током прве половине 20. века почела је знатније слабити шумско-сточарска, а јачати ратарска, виноградарска и непољопривредна оријентација. Село је, међутим, и после Другог светског рата задржало преовлађујући пољопривредни карактер, премда је у приличној мери дошла до изражаја и компонента мешовитог привређивања, што се види из података за 1971. годину када је Пасјача имала 98 пољопривредних, 36 мешовитих и 2 непољопривредна домаћинства.

## Саобраћај
До Пасјаче се може доћи приградском линијом 17 ПАС Ниш - Доња Врежина - Горња Врежина - Малча - Пасјача - Ореовац.

## Демографија
Крајем 19. века (1895. године) Пасјача је мање село од 55 домаћинстава и 469 становника, а године 1930. у њој је живело 86 домаћинстава и 629 становника.
У насељу Пасјача живи 200 пунолетна становника, а просечна старост становништва износи 59,3 година (56,7 код мушкараца и 62,2 код жена). У насељу има 62 домаћинстава, а просечан број чланова по домаћинству је 2,06.
Ово насеље је у потпуности насељено Србима (према попису из 2002. године), а у последња три пописа, примећен је пад у броју становника.
|  |

| Демографија | Демографија | Демографија |
| Година      | Становника  | Становника  |
| ----------- | ----------- | ----------- |
| 1948.       | 731         |             |
| 1953.       | 758         |             |
| 1961.       | 713         |             |
| 1971.       | 578         |             |
| 1981.       | 466         |             |
| 1991.       | 385         | 385         |
| 2002.       | 295         | 295         |
| 2011.       | 219         |             |
| 2022.       | 128         |             |

| Етнички састав према попису из 2002.‍ | Етнички састав према попису из 2002.‍ | Етнички састав према попису из 2002.‍ | Етнички састав према попису из 2002.‍ | Етнички састав према попису из 2002.‍ |
| ------------------------------------ | ------------------------------------ | ------------------------------------ | ------------------------------------ | ------------------------------------ |
|                                      |                                      |                                      |                                      |                                      |
| Срби                                 | Срби                                 |                                      | 295                                  | 100,0%                               |
| непознато                            | непознато                            |                                      | 0                                    | 0,0%                                 |

| Година пописа     | 1948. | 1953. | 1961. | 1971. | 1981. | 1991. | 2002. |
| ----------------- | ----- | ----- | ----- | ----- | ----- | ----- | ----- |
| Број домаћинстава | 117   | 131   | 138   | 136   | 150   | 138   | 118   |

| Број чланова      | 1  | 2  | 3  | 4  | 5 | 6 | 7 | 8 | 9 | 10 и више | Просек |
| ----------------- | -- | -- | -- | -- | - | - | - | - | - | --------- | ------ |
| Број домаћинстава | 37 | 42 | 11 | 12 | 7 | 6 | 2 | 1 | 0 | 0         | 2,50   |

| Пол    | Укупно | Неожењен/Неудата | Ожењен/Удата | Удовац/Удовица | Разведен/Разведена | Непознато |
| ------ | ------ | ---------------- | ------------ | -------------- | ------------------ | --------- |
| Мушки  | 125    | 22               | 93           | 7              | 3                  | 0         |
| Женски | 143    | 15               | 89           | 36             | 2                  | 1         |
| УКУПНО | 268    | 37               | 182          | 43             | 5                  | 1         |

| Пол    | Укупно                    | Пољопривреда, лов и шумарство | Рибарство                            | Вађење руде и камена | Прерађивачка индустрија       |
| ------ | ------------------------- | ----------------------------- | ------------------------------------ | -------------------- | ----------------------------- |
| Мушки  | 92                        | 54                            | 0                                    | 0                    | 16                            |
| Женски | 92                        | 75                            | 0                                    | 0                    | 5                             |
| УКУПНО | 184                       | 129                           | 0                                    | 0                    | 21                            |
| Пол    | Производња и снабдевање   | Грађевинарство                | Трговина                             | Хотели и ресторани   | Саобраћај, складиштење и везе |
| Мушки  | 0                         | 8                             | 6                                    | 0                    | 5                             |
| Женски | 0                         | 0                             | 3                                    | 1                    | 0                             |
| УКУПНО | 0                         | 8                             | 9                                    | 1                    | 5                             |
| Пол    | Финансијско посредовање   | Некретнине                    | Државна управа и одбрана             | Образовање           | Здравствени и социјални рад   |
| Мушки  | 0                         | 0                             | 0                                    | 0                    | 2                             |
| Женски | 1                         | 0                             | 0                                    | 1                    | 4                             |
| УКУПНО | 1                         | 0                             | 0                                    | 1                    | 6                             |
| Пол    | Остале услужне активности | Приватна домаћинства          | Екстериторијалне организације и тела | Непознато            | Непознато                     |
| Мушки  | 0                         | 0                             | 0                                    | 1                    | 1                             |
| Женски | 2                         | 0                             | 0                                    | 0                    | 0                             |
| УКУПНО | 2                         | 0                             | 0                                    | 1                    | 1                             |

## Саобраћај
До насеља се може доћи приградском аутобуском линијом ПАС Ниш—Ореовац (линија бр. 17).